# Кисломолочний продукт

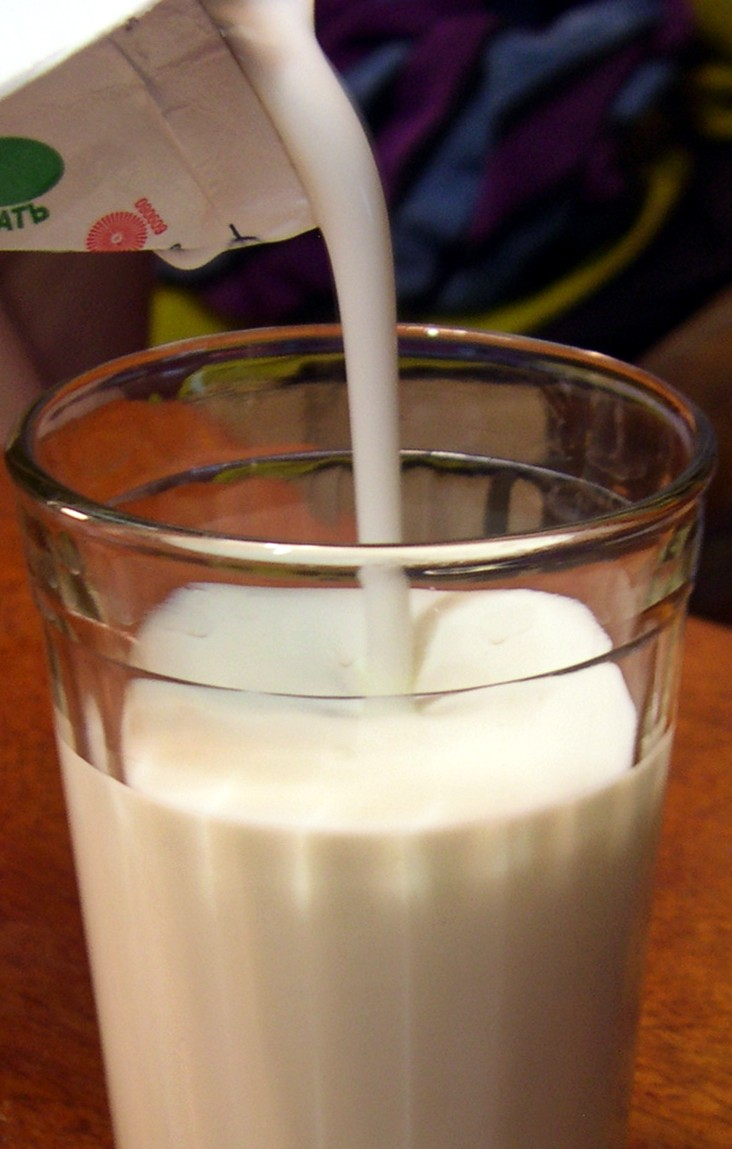
Кефір

Кисломоло́чний проду́кт — молочний продукт, який виробляють ферментацією молока або маслянки, вершків, сироватки, знежиреного молока спеціальними заквасками: лактобактеріями (ацидофільна, болгарська паличка), деяких біфідобактерій, термофільного (молочнокислого) стрептокока, кефірних грибків, дріжджів. Готовий продукт в кінці терміну придатності повинен містити життєздатні клітини мікроорганізмів в кількості не меншій 106 колонієутворювальних одиниць в 1 г продукту (КУО/г);

## Значення в харчуванні
Кисломолочні продукти засвоюються легше й швидше, ніж саме молоко. Їхні лікувальні якості зумовлені вмістом молочної кислоти, етилового спирту, великої кількості молочнокислої мікрофлори, антибіотичних речовин утворенних в результаті життєдіяльності мікроорганізмів.
Кисломолочні продукти поліпшують апетит, позитивно впливають на фізіологічні процеси в організмі людини і тварин, мають бактерицидні властивості.
Споживання молока, кефіру, кумису, йогурту, кисломолочного сиру та інших молочних продуктів має винятково важливе значення для профілактики атеросклерозу.
Кисломолочні продукти підвищують моторику органів травлення (перистальтику кишок). Маючи приємний, освіжаючий і гострий смак, ці продукти підвищують апетит і тим самим поліпшують загальний стан організму.
Продукти, отримані шляхом спиртового бродіння (кумис, кефір, ацидофільно-дріжджове молоко), збагачені на спирт і вуглекислоту, збуджують дихальні і судинні центри та центральну нервову систему.
Регулярне вживання кисломолочних продуктів сприяє зміцненню нервової системи.
Лікувальні властивості кисломолочних продуктів ґрунтуються на бактерицидності молочнокислих бактерій і дріжджів стосовно збудників деяких шлунково-кишкових хвороб, туберкульозу та інших захворювань, а також на оздоровчому впливі на організм окремих речовин, які входять до складу цих продуктів. Бактерицидні властивості кисломолочних продуктів пов'язані з антибіотичною активністю наявних у них бактерій і дріжджів. У них, зокрема, містяться такі антибіотики, як низин, лаколіт, диплококцин, стрептоцид, які справляють на деякі мікроорганізми бактерицидну (тобто вбивають їх) або бактеріостатистичну (тобто пригнічують їх життєдіяльність) дію.
Кисломолочні продукти ефективні також як допоміжні засоби у лікуванні деяких хвороб при одночасному прийманні лікарських засобів. Хороші результати при лікуванні туберкульозу дає вживання кумису і ацидофільно-дріжджового молока. Загальновідомі властивості ацидофільного молока при лікуванні шигельозу, гастритів.
Кефір широко використовується для лікування різних порушень функцій травного каналу, недокрів'я, хвороб легенів і плеври, порушення обміну речовин та атеросклерозу.
Курунга, що використовується в лікуванні туберкульозу, поліпшує обмін речовин в організмі.

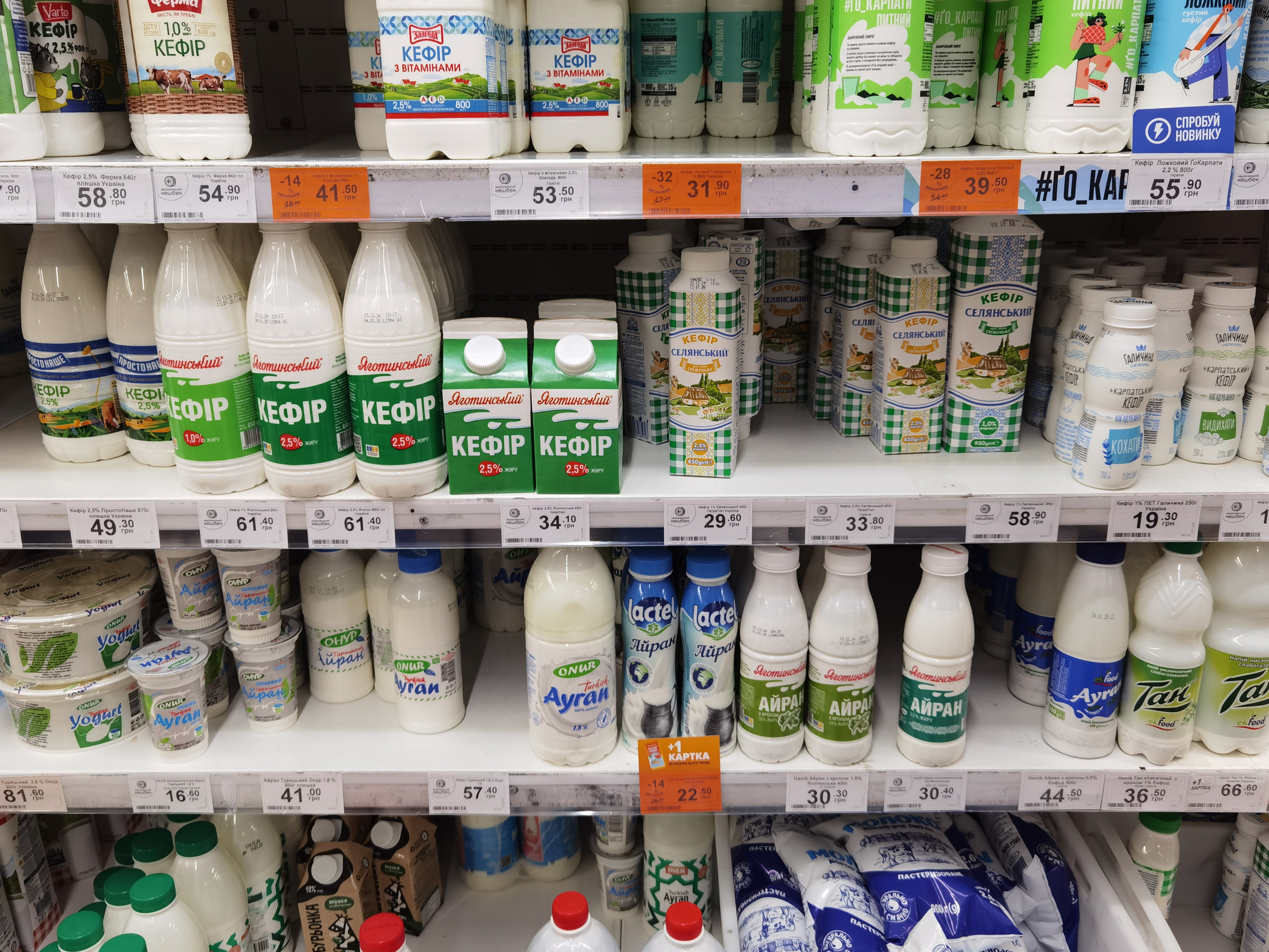
Ксломолочні продукти на полицях.

Кисляк сприятливо діє на видільну функцію нирок. Тому його використовують при лікуванні хвороб нирок — нефритів. 
Ацидофільно-дріжджовий сир добре зарекомендував себе при лікуванні хронічного коліту і диспепсії у дітей.
Кисломолочні продукти можна виготовляти із незбираного молока. Їх рекомендують вживати людям, яким за станом здоров'я протипоказано вживання жиру. Кисломолочні продукти із знежиреного молока відрізняються від продуктів із незбираного лише відсутністю жиру.

## Кисломолочний продукт термізований
Кисломолочний продукт термізований — кисломолочний продукт, підданий після сквашування термічній обробці (термізації), що суттєво зменшує кількість заквашувальної мікрофлори;